# Diphallia
 Mise en garde médicale
La diphallia (diphallie ou diphallus) est une malformation congénitale de l'appareil uro-génital masculin qui se caractérise par une duplication totale ou partielle du pénis.
La diphallia se rapproche de la triphallia, anomalie encore plus rare caractérisée par le fait de naître avec trois pénis. 

## Prévalence
Il s'agit d'une malformation rare qui touche une personne sur cinq millions de naissances.
Elle est parfois également observée chez l'animal (chien par exemple,).

## Description
Il existe différentes formes plus ou moins sévères de cette anomalie uro-génitale externe.

Dans la forme la plus commune de diphallia, un des deux organes est rudimentaire, mais il existe des cas rarissimes où le patient a deux organes totalement fonctionnels.
Cette malformation peut être associée à une duplication de l'appareil urinaire (uretères, vessie, urètre) ainsi que des duplications de la partie inférieure du tube digestif (iléon, appendice, côlon) et peut s’intégrer à des malformations plus complexes telles que l'hypospadias, la cryptorchidie, l'exstrophie vésicale, des anomalies de la colonne vertébrale et l'atrésie de l'œsophage, une perforation anale, aplasie de la rotule,[réf. souhaitée].

## Causes
Elles sont encore mal connues et peuvent être multiples car les anomalies associées varient beaucoup.
Dans le processus embryogénique, l'anomalie est précoce et elle naît probablement de la duplication de la membrane cloacale entre la troisième et la sixième semaine de gestation, (car normalement, le développement des plis cloacaux est achevé à ce stade de développement du fœtus,).
Le pénis se développe normalement par fusion des tubercules cloacaux à l'extrémité antérieure du sinus urogénital,
Le mésenchyme migre autour de la membrane cloacale, prolifère et s'étend autour de la plaque cloacale, formant une paire de plis cloacaux qui fusionnent pour former le tubercule génital qui se développe ensuite en pénis,,.
Si la membrane cloacale est anormalement doublée, le mésenchyme peut migrer et entourer les deux membranes cloacales, entraînant la formation de deux paires de plis cloacaux autour de deux membranes cloacales, qui aboutit à former deux tubercules génitaux et donc deux pénis,
Un concept de syndrome de duplication caudale pourrait expliquer les symptômes associés à la diphallie (anomalies complexes situées dans le bas-ventre et les voies urinaires,). De plus, comme le mésenchyme émigre de plusieurs régions, la défaillance de la migration et la fusion du mésoderme entraînent la formation de deux tubercules génitaux et de doubles pénis, ainsi que des anomalies associées telles que double vessie, double urètre, anus non perforé,.
Une mauvaise fusion des plis de l'urètre entraîne une hypospadie. L'échec de la migration des cellules mésodermiques se traduit par un épispadia.
Cette anomalie étant rare, l'épidémiologie peine à identifier les causes initiales précises mais la plupart des spécialistes pensent que trois grands facteurs environnementaux externes peuvent être en cause (éventuellement parfois associés) : des médicaments/perturbateurs endocriniens, des infections et des gènes homéothiques,.

## Histoire médicale
La diphallia est connue depuis le XVIIe siècle.
La première description connue en a été faite en 1609 par Wecker à Bologne (Italie). 
Entre cette date et 2013, une centaine d'observations ont été rapportées dans la littérature médicale,,.

## Prise en charge thérapeutique
Elle varie selon l'importance de la malformation et selon le diagnostic d'ensemble, et va de l'ablation simple du pénis surnuméraire à des reconstructions plus complexes lorsque la diphallia est associée à d'autres malformations. La chirurgie plastique peut être mobilisée.